# Dekret Temistoklesa

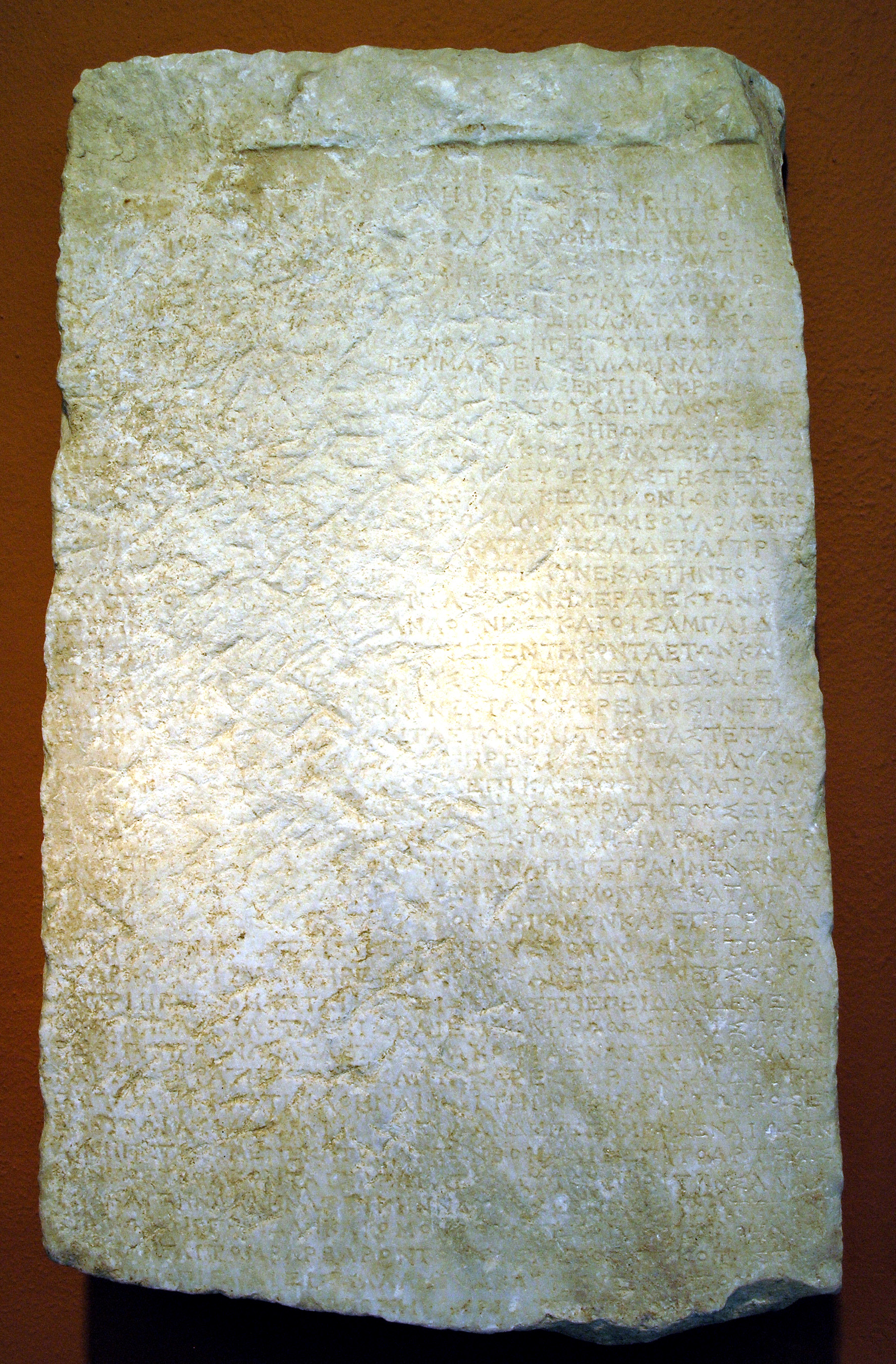
Stela z dekretem Temistoklesa

Dekret Temistoklesa – starożytna inskrypcja odnoszącą się do wydarzeń wojny grecko-perskiej w roku 480 p.n.e., znajdująca się na odnalezionej w 1959 roku marmurowej steli.
Stelę odkrył w 1959 roku w Trojzenie na Peloponezie, kilka kilometrów od wybrzeża Zatoki Sarońskiej, profesor University of Pennsylvania Michael Jameson. Została ona wykopana kilka lat wcześniej z ziemi przez miejscowego rolnika, który użył jej do budowy progu. W 1960 roku Jameson opublikował tekst inskrypcji wraz z tłumaczeniem i opracowaniem. Obecnie zabytek znajduje się w zbiorach Narodowego Muzeum Archeologicznego w Atenach.
Inskrypcja zawiera treść dekretu w sprawie ewakuacji Attyki i mobilizacji floty w obliczu nadciągającej armii perskiej. Autentyczność steli od chwili jej odkrycia budzi poważne zastrzeżenia wśród badaczy, przypuszczalnie nie jest to oryginalny dokument z czasów wojny perskiej, lecz jego o wiele późniejsza przeróbka bądź swobodne nawiązanie. Zgodnie ze świadectwem Demostenesa, dekret wydany przez Temistoklesa przywołał w jednej ze swoich mów wygłoszonych w 347 roku p.n.e. Ajschines. Język inskrypcji jest jednak zdaniem filologów bardziej charakterystyczny dla IV/III niż V wieku. Jej treść częściowo kłóci się z relacją Herodota na temat ateńskiej strategii (VII, 144). Ponadto w czasach wojny perskiej nie było jeszcze zwyczaju spisywania tego typu dokumentów na marmurze. Zdaniem krytyków stela z Trojzeny jest najprawdopodobniej późniejszym nawiązaniem do oryginalnego dokumentu, poddanym obróbce literackiej lub w ogóle zafałszowanym w stosunku do rzeczywistego przebiegu wydarzeń.